# (4609) Pizarro
(4609) Pizarro es un asteroide perteneciente al cinturón de asteroides, descubierto el 13 de febrero de 1988 por Eric Walter Elst desde el Observatorio de La Silla, Chile.

## Designación y nombre
Designado provisionalmente como 1988 CT3. Fue nombrado Pizarro en honor a los astrónomos Guido Pizarro y Óscar Pizarro, operadores del telescopio Schmidt 1-m en el Observatorio Europeo Austral con el que descubrieron este asteroide.

## Características orbitales
Pizarro está situado a una distancia media del Sol de 3,111 ua, pudiendo alejarse hasta 3,437 ua y acercarse hasta 2,785 ua. Su excentricidad es 0,104 y la inclinación orbital 13,39 grados: emplea 2004 días en completar una órbita alrededor del Sol.

## Características físicas
La magnitud absoluta de Pizarro es 11,8. Tiene 28,518 km de diámetro y su albedo se estima en 0,039.